# Соколова, Елена Борисовна
Елена Борисовна Соколова (род. 1972) — актриса театра, кино и телевидения.

## Биография
Родилась 7 сентября 1972 года. Два года проработала в школе секретарём, проводила турниры по художественной гимнастике, ставила спектакли.
Окончила Калининское училище культуры и искусства. С 1994 года актриса Тверского ТЮЗа. Работая в театре, закончила Ярославский государственный театральный институт.
Первая роль в кино — в фильме «Благословите женщину» Станислава Говорухина.

## Театральные работы
- Дюймовочка — «Дюймовочка» Х. К. Андерсен
- Поночка — «Проделки Шапокляк и сюрпризы Голливуда» Л. Лелянова
- Сара Кру — «Принцесса Кру» В. Ольшанский
- Русалочка — «Русалочка» Х. К. Андерсен
- Авдотья Раскольникова — «Преступление и наказание» Ф. Достоевский
- Соня — «Моя парижанка» Р. Ламуре
- Арманда — «Кабала святош» М. Булгаков
- Розали — «Папа, папа, бедный папа…» А. Копит
- Панночка — «Панночка» Н. Садур
- Рита — «Это уж слишком!..» Г. Сергеева
- Эвменида — «Электра» Ж. Жироду
- Лиса — «Клочки по закоулочкам» Г. Остер
- Феня — «Снегурушка» М. Бартенев
- Наташа — «На дне» М. Горький
- Мать волчица, Мессуа — «Маугли» Р. Киплинг
- Придворная дама — «Попробуй, не соври!» Г. Остер
- Болтун — «Питер Пэн» Дж. Барри
- Принцесса Несмеяна — «По Емелину хотенью да по щучьему веленью» Е. Тараховская
- Жена Чернявого — «О мышах и людях» Дж. Стейнбек
- Женя, дочь Рудаковых — «Саня, Ваня, с ними Римас» В. Гуркин

## Фильмография
- 2013 Лёд — Елена Александровна, мама Саши
- 2009 Вернуть на доследование — Кирюткина
- 2008 Ранняя оттепель (короткометражный) — мама Женьки
- 2007 Студенты-International — Анзурат
- 2007 Солдаты 11 — медсестра
- 2007 Дочки-матери
- 2006 Солдаты 10 — медсестра
- 2006 Всегда говори «всегда»-3
- 2005 Не хлебом единым
- 2004 Лесная царевна
- 2003 Благословите женщину